# Peroniaceae
Famille
Les Peroniaceae sont une famille d'algues de l'embranchement des Bacillariophyta, de la classe des Bacillariophyceae et de l’ordre des Eunotiales.

## Étymologie
Le nom de la famille reprend celui du genre type, Peronia, dérivé du grec περόνη / peróni, « pointe d'agrafe », en référence à l'aspect de la diatomée qui a la forme d'une fibule.

## Systématique
Le nom correct complet (avec auteur) de ce taxon est Peroniaceae (Karsten) Topachevs'kyj & Oksiyuk, 1960.

## Liste des genres
Selon AlgaeBase (1er mai 2022) :
- Actinellopsis J.C.Taylor, B.Karthick & Kociolek, 2014
- Peronia Brébisson & Arnott ex Kitton, 1868  - genre type
- Peroniopsis Hustedt, 1952
- Pseudoperonia E.Manguin, 1964
- Sinoperonia Kociolek, Liu, Glushchenko & Kulikovskiy, 2018